# Candlemass
Candlemass — шведський дум-метал-гурт, заснований у Стокгольмі в 1984 році басистом, автором пісень і лідером гурту Лейфом Едлінгом і барабанщиком Матцем Екстремом. Гурт мав визначальний вплив на дум-метал, а сам жанр названий на честь їхнього дебютного альбому Epicus Doomicus Metallicus.  Разом із Pentagram, Saint Vitus і Trouble, Candlemass називають одним з «великої четвірки дум-металу».
Після випуску п'яти повноформатних альбомів і численних гастролей у 1980-х і на початку 1990-х Candlemass розпалися в 1994 році, але знову об'єдналися через три роки. Після повторного розпаду у 2002 році Candlemass переформувалися у 2004 році і відтоді продовжують активну діяльність.

## Історія

### Становлення та початок кар'єри (1984—1990)
Після розпаду свого першого гурту Nemesis басист Лейф Едлінг створив власний проєкт під назвою Candlemass з вокалістом Йоханом Ленгквістом, барабанщиком Матцом Екстремом, гітаристом Матсом «Mappe» Бйоркманом і Класом Берґваллом. Перший реліз гурту, Epicus Doomicus Metallicus (1986), одразу став помітною віхою в історії дум-металу і дав назву цьому жанру Після дебютного альбому гурту Ленгквіста замінив Месія Марколін До того моменту, коли гурт прийшов в студію, щоб записати свій другий альбом Nightfall у 1987 році, Берґвалл і Екстрем покинули гурт. Ян Лінд приєднався до колективу на барабанах, а Ларс Йоханссон приєднався у ролі гітариста після завершення альбому.
Наступними двома альбомами Candlemass були Ancient Dreams (1988) і Tales of Creation (1989). 1990 року гурт випустив концертний альбом Live. Незабаром після цього суперечка між учасниками гурту призвела до відходу Месії Марколіна в 1991 році.

### Новий вокаліст, перерва та перше возз'єднання (1991—2003)
Після того, як Марколін пішов, Candlemass найняли вокаліста Томаса Вікстрема і записали альбом Chapter VI (1992). Після цього гурт вирушив у тур на підтримку альбому. До 1994 року Candlemass припинили роботу, частково тому, що Chapter VI був невдалим, і частково тому, що Едлінг створив інший проєкт під назвою Abstrakt Algebra. У зв'язку з тим, що Abstrakt Algebra не досягла успіху, Лейф зібрав новий склад Candlemass і записав альбом Dactylis Glomerata, який був поєднанням пісень для нового альбому Abstrakt Algebra та деякого свіжого матеріалу. Через рік вийшов альбом From the 13th Sun. На обох платівках роль вокаліста виконував Бьорн Флодквіст.
У 2002 році учасники колишнього складу Candlemass возз'єдналися. Вони виступили з кількома концертами і випустили ще один концертний альбом. Інші альбоми, що випустив реформований гурт, були переробленими версіями Epicus Doomicus Metallicus, Nightfall, Ancient Dreams і Tales of Creation. Також вийшов DVD під назвою Documents of Doom. Гурт працював над новим альбомом і записав кілька нових пісень, шукаючи лейбл, коли між учасниками знову виникли розбіжності, що призвело до того, що Candlemass розпалися вдруге. Тим часом Лейф Едлінг розпочав новий проєкт, Krux, з колишнім співаком Abstrakt Algebra Матсом Левеном і двома учасниками Entombed.

### Друге возз'єднання (2004—2006)

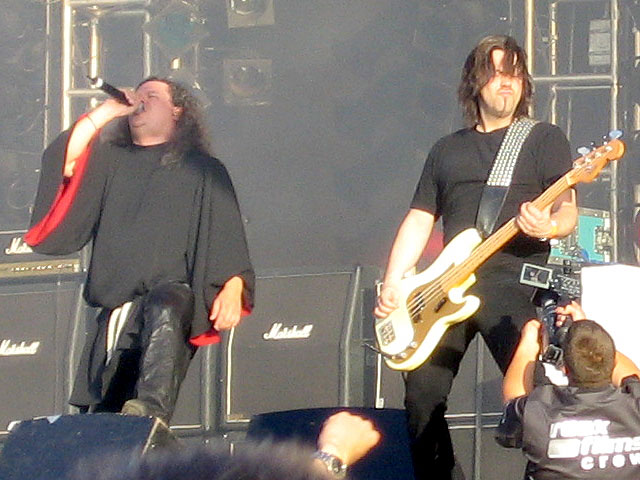
Месія та Лейф на Wacken Open Air 2005

У листопаді 2004 року гурт оголосив, що возз'єднався вдруге. Вони записали новий альбом, названий просто Candlemass. Він вийшов у травні 2005 року. У цьому ж році вони отримали за нього шведську премію «Греммі».
У 2006 році гурт оголосив, що готується новий альбом, який має вийти десь у 2007 році. У жовтні 2006 року, після тривалої невизначеності щодо участі Месії Марколіна, було вирішено, що він вибув з гурту назавжди.

### Епоха Роберта Лоу (2007—2012)
Candlemass знайшов нового вокаліста, Роберта Лоу, який записав із гуртом дев'ятий альбом King of the Grey Islands, що вийшов 22 червня 2007 року. Альбом був створений власними силами гурту, за винятком чотирьох пісень, спродюсованих Енді Сніпом.
31 березня 2007 року Candlemass відсвяткувала двадцяту річницю. На згадку про цей ювілей, перший вокаліст Йохан Ленгквіст вперше з'явився наживо з гуртом. Концерт був записаний, а згодом видана на DVD.
У березні 2008 року Матс «Mappe» Бьоркман був засуджений до двох років ув'язнення за крадіжку у великих розмірах. Його визнали винним у крадіжці понад 35 000 CD і DVD-дисків вартістю близько 3 мільйонів крон (близько 500 000 доларів).
Candlemass працювали над десятим студійним альбомом у 2008 році. Його планували назвати Hammer of Doom, але перейменували на Death Magic Doom, оскільки попередня назва збігалася з німецьким фестивалем. Альбом мав вийти 27 березня 2009 року, але його було відкладено до 3 квітня 2009 року.
У 2009 році басист Лейф Едлінг сказав Soundshock, що робота над наступним альбомом Candlemass, ймовірно, розпочнеться до 2011 року. Однак цей план провалився, і Лейф заявив, що дату випуску альбому перенесли на 2012 рік, щоб гурт міг зосередитись на святкуванні 25-річчя свого дебютного альбому Epicus Doomicus Metallicus 1986 року.
14 жовтня 2011 року було оголошено, що Candlemass підписали контракт з австрійським лейблом Napalm Records, на якому гурт випустив свій одинадцятий студійний альбом Psalms for the Dead у червні 2012 року. Попри це, басист Лейф Едлінг заявив, що гурт не розпадеться, але хоче припинити, поки вони «не надто постаріють і не почнуть випускати напівслабкі альбоми».

### Матс Левен як новий вокаліст (2012—2018)

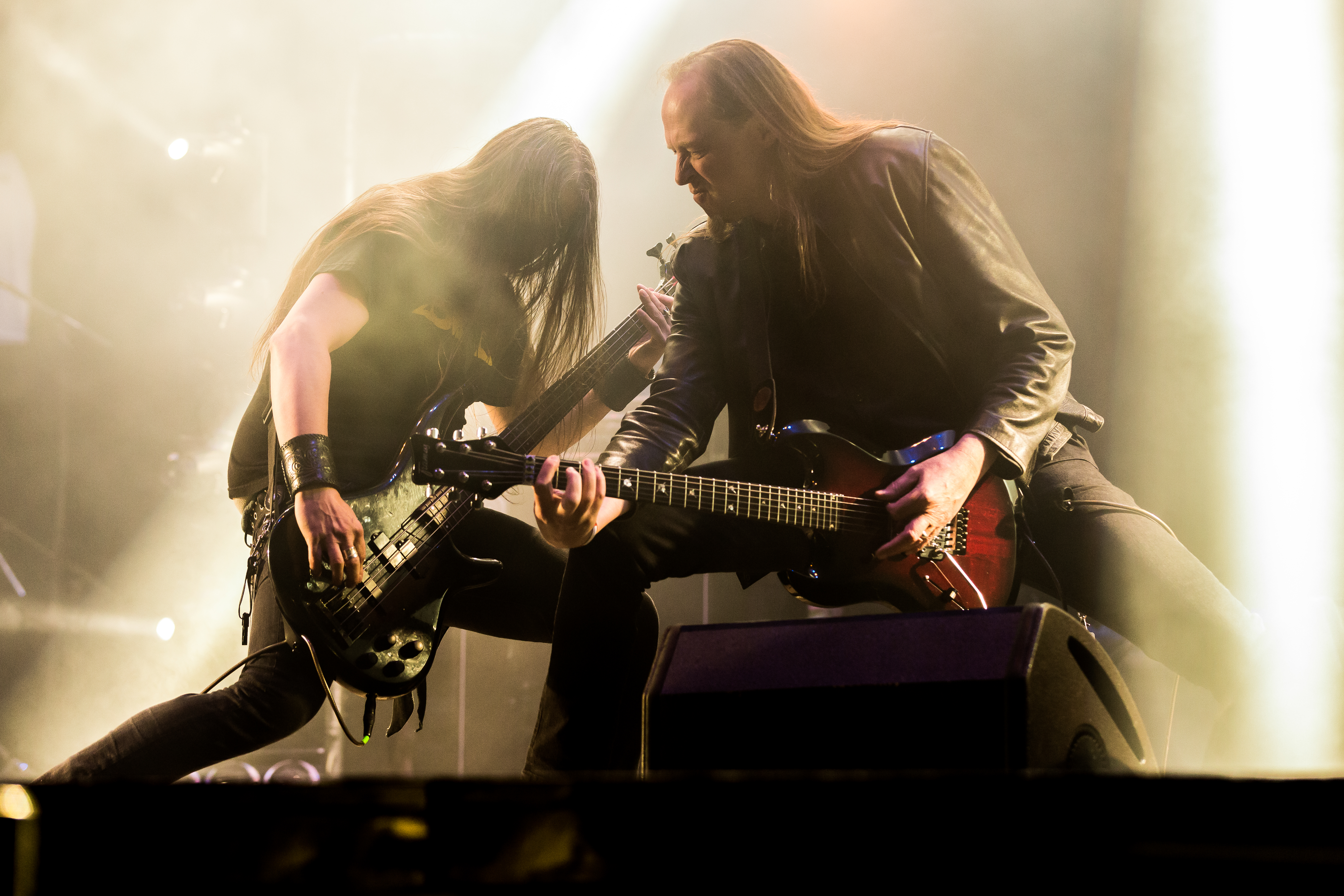
Candlemass на фестивалі Party.San у 2017 році

2 червня 2012 року Candlemass оголосили на своєму веб-сайті, що Роберт Лоу залишив гурт як вокаліст, головним чином через якість живих виступів і пояснюючи що це «дуже важке рішення для гурту», і для живих виступів його замінили на давнього друга та співробітника Candlemass Матса Левена. Раніше Левен працював з Лейфом Едлінгом в Abstrakt Algebra та Krux. Крім того, клавішник Пер Віберг (Opeth, Spiritual Beggars) також приєднався до гурту у ролі концертного учасника.
У січні 2013 року автори Sweden Rock Magazine, найбільшого журналу про хард-рок Скандинавії, а також найбільшого музичного журналу Швеції за тиражем, визнали Candlemass найкращим шведським хард-рок/метал-гуртом всіх часів. Вони були включені до списку 100 найкращих шведських хард-рок/метал гуртів усіх часів у спеціальному ювілейному випуску, присвяченому 100-му номеру журналу. У зв'язку з цим також стало відомо, що Candlemass разом із дез-метал-гуртом Entombed (№. 2 у списку), мали виступити разом на спеціальному ювілейному концерті в Стокгольмі, організованому журналом. У липні 2014 року Candlemass виступили хедлайнерами Väsby Rock Festival у їх рідному місті Уппландс-Весбю.
Попри попередні заяви про те, що Psalms for the Dead стане їхнім останнім альбомом, басист Лейф Едлінг заявив, що він готовий знову записувати нову музику з Candlemass. Гурт випусти мініальбом Death Thy Lover 3 червня 2016 року. Крім того, 29 квітня 2016 року гурт випустив книгу про свою історію. Книга також містила два компакт-диски з найкращими композиціями Лейфа Едлінга та Месії Марколіна відповідно, компакт-диск із рідкісними треками з їхньої ранньої кар'єри (включно з демо Witchcraft) і два DVD із трьома живими виступами.

### Повернення Йохана Лангквіста (2018–дотепер)
3 вересня 2018 року Candlemass оголосив про повернення Йохана Лангквіста в гурт після 32-річної перерви. Гурт заявив: «Ми хотіли знайти шлях до витоків Candlemass, до душі та суті гурту. Йохан Лангквіст повернувся, і ми сподіваємося, що це додасть нам нових сил. Ми не знаємо, чи триватиме це ще 10 років, чи навіть 5, але якщо це дасть нам ще один рік, щоб ми могли розважатися та грати музику, яку ми так любимо, це буде чудово! Коло замкнулося, Йохан повернувся!» Гурт також оголосив, що вони записують новий альбом для випуску у 2019 році, що зробить його не тільки першим студійним альбомом Candlemass після Psalms for the Dead 2012 року, але й першим з Langquist після Epicus Doomicus Metallicus 1986 року.
6 грудня 2018 року Candlemass оголосили, що їхній новий альбом називається The Door to Doom і вийде 22 лютого 2019 року. Було також анонсовано, що в альбомі буде присутній Тоні Айоммі з Black Sabbath, який виконав гітарне соло в одному з треків. 27 березня 2020 року гурт випустив міні-альбом The Pendulum. За словами басиста Лейфа Едлінга, Candlemass, найімовірніше, не випустять свій новий студійний альбом раніше 2022 або 2023 року.

## Вплив
На музичний стиль Candlemass помітно вплинув ранній Black Sabbath. Едлінг, основний автор пісень гурту та єдиний постійний учасник, перебував під впливом Black Sabbath, а також таких гуртів, як Blue Öyster Cult, Mercyful Fate / King Diamond, Bachman–Turner Overdrive, Rush, Nazareth, the Jimi Hendrix Experience, Judas Priest, Motörhead і Venom.

## Склад
| Поточні учасники - Лейф Едлінг — бас-гітара (1984—1994, 1997—2002, 2004–дотепер), вокал (1984—1986) - Матс «Mappe» Бьоркман — ритм-гітара (1984—1994, 2002, 2004–дотепер) - Йохан Ленгквіст — вокал (1986, 2018–дотепер) - Ларс Йоханссон — соло-гітара (1987—1994, 2002, 2004–дотепер) - Ян Лінд — ударні (1987—1994, 2002, 2004–дотепер) | Колишні учасники - Майк Від — гітара (1987) - Клас Бергволл — соло-гітара (1984—1987) - Матц Екстрем — ударні (1984—1987) - Месія Марколін — вокал (1986—1991, 2002—2006) - Томас Вікстрьом — вокал (1991—1994) - Карл Вестхольм — клавішні (1997—1999) - Майкл Амотт — соло-гітара (1997—1999) - Бйорн Флодквіст — вокал (1997—2002) - Джейо Перкович — ударні (1997—2002) - Матс Столь — гітара (1999—2002) - Роберт Лоу — вокал (2006—2012) - Матс Левен — вокал (2006, 2012—2018) |

## Дискографія
Студійні альбоми
- Epicus Doomicus Metallicus (1986)
- Nightfall (1987)
- Ancient Dreams (1988)
- Tales of Creation (1989)
- Chapter VI (1992)
- Dactylis Glomerata (1998)
- From the 13th Sun (1999)
- Candlemass (2005)
- King of the Grey Islands (2007)
- Death Magic Doom (2009)
- Psalms for the Dead (2012)
- The Door to Doom (2019)
- Sweet Evil Sun (2022)